# Myrmecopora sulcata
Myrmecopora sulcata är en skalbaggsart som först beskrevs av Ernst Hellmuth von Kiesenwetter 1850.  Myrmecopora sulcata ingår i släktet Myrmecopora, och familjen kortvingar. Arten är reproducerande i Sverige.